# Államok vezetőinek listája 1903-ban
Ezen az oldalon az 1903-ban fennálló államok vezetőinek névsora olvasható földrészek, majd országok szerinti bontásban.

## Európa
- Andorra (parlamentáris társhercegség)
  - Társhercegek
    - Francia társherceg – Émile Loubet (1899–1906), lista
    - Episzkopális társherceg – Joan Josep Laguarda i Fenollera (1902–1906), lista
- Belgium (monarchia)
  - Uralkodó – II. Lipót király (1865–1909)
  - Kormányfő – Paul de Smet de Naeyer (1899–1907), lista
- Dánia (monarchia)
  - Uralkodó – IX. Keresztély király (1863–1906)
  - Kormányfő – Johan Henrik Deuntzer (1901–1905), lista
- Egyesült Királyság (parlamentáris monarchia)
  - Uralkodó – VII. Eduárd Nagy-Britannia királya (1901–1910)
  - Kormányfő – Arthur Balfour (1902–1905), lista
- Franciaország (köztársaság)
  - Államfő – Émile Loubet (1899–1906), lista
  - Kormányfő – Émile Combes (1902–1905), lista
- Görögország (monarchia)
  - Uralkodó – I. György király (1863–1913)
  - Kormányfő – 
    1. Theodorosz Diligiannisz (1902–1903)
    2. Georgiosz Theotokisz (1903)
    3. Dimitriosz Rallisz (1903)
    4. Georgiosz Theotokisz (1903–1904), lista
- Hollandia (monarchia)
  - Uralkodó – Vilma királynő (1890–1948)
  - Kormányfő – Abraham Kuyper (1901–1905), lista
- Krétai Állam (autonómia)
  - Államfő – György görög királyi herceg (1898–1906)
- Krusevói Köztársaság (el nem ismert állam)
- 1903. augusztus 3. és augusztus 13. között állt fenn
  - Államfő – 
    1. Nikola Karev (1903)
    2. Vangel Dinu (1903)
- Liechtenstein (parlamentáris monarchia)
  - Uralkodó – II. János herceg (1859–1929)
- Luxemburg (monarchia)
  - Uralkodó – Adolf nagyherceg (1890–1905)
  - Kormányfő – Paul Eyschen (1888–1915), lista
- Monaco (monarchia)
  - Uralkodó – I. Albert herceg (1889–1922)
- Montenegró (monarchia)
  - Uralkodó – I. Miklós király (1860–1918)
  - Kormányfő – Božo Petrović (1879–1905), lista
- Német Császárság (monarchia)
  - Uralkodó – II. Vilmos császár (1888–1918)
  - Kancellár – Bernhard von Bülow (1900–1909), lista
- Norvégia (monarchia)
- Norvégia és Svédország perszonálunióban álltak
  - Uralkodó – II. Oszkár király (1872–1905)
  - Kormányfő – 
    1. Otto Blehr (1902–1903)
    2. Francis Hagerup (1903–1905), lista
- Olasz Királyság (monarchia)
  - Uralkodó – III. Viktor Emánuel király (1900–1946)
  - Kormányfő – 
    1. Giuseppe Zanardelli (1901–1903)
    2. Giovanni Giolitti (1903–1905), lista
- Orosz Birodalom (monarchia)
  - Uralkodó – II. Miklós cár (1894–1917)
- Osztrák–Magyar Monarchia (monarchia)
  - Uralkodó – I. Ferenc József király (1848–1916)
  - Kormányfő –
    - Osztrák Császárság – Ernst von Körber (1900–1904), lista
    - Magyar Királyság –

    1. Széll Kálmán (1899–1903)
    2. Khuen-Héderváry Károly (1903)
    3. Tisza István (1903–1905), lista
- Pápai állam (abszolút monarchia)
  - Uralkodó – 
    1. XIII. Leó pápa (1878–1903)
    2. X. Piusz pápa (1903–1914)
- Portugália (monarchia)
  - Uralkodó – I. Károly király (1889–1908)
  - Kormányfő – Ernesto Hintze Ribeiro (1900–1904), lista
- Román Királyság (monarchia)
  - Uralkodó – I. Károly király (1866–1914)
  - Kormányfő – Dimitrie Sturdza (1901–1906), lista
- San Marino (köztársaság)
  - San Marino régenskapitányai:
    1. Gemino Gozi és Giacomo Marcucci (1902–1903)
    2. Federico Gozi és Nullo Balducci (1903)
    3. Marino Borbiconi és Francesco Marcucci (1903–1904), régenskapitányok
- Spanyolország (monarchia)
  - Uralkodó – XIII. Alfonz király (1886–1931)
  - Kormányfő – 
    1. Francisco Silvela (1902–1903)
    2. Raimundo Fernández-Villaverde (1903)
    3. Antonio Maura (1903–1904), lista
- Svájc (konföderáció)
  - Szövetségi Tanács:[1]
  - Adolf Deucher (1883–1912), elnök, Josef Zemp (1891–1908), Eduard Müller (1895–1919), Ernst Brenner (1897–1911), Robert Comtesse (1899–1912), Marc-Émile Ruchet (1899–1912), Ludwig Forrer (1902–1917)
- Svédország (parlamentáris monarchia)
- Norvégia és Svédország perszonálunióban álltak
  - Uralkodó – II. Oszkár király (1872–1907)
  - Kormányfő – Erik Gustaf Boström (1902–1905), lista
- Szerbia (monarchia)
  - Uralkodó – 
    1. I. Sándor király (1889-1903)
    2. I. Péter király (1903–1921)[2]

  - Kormányfő – 
    1. Dimitrije Cincar-Marković (1902–1903)
    2. Jovan Avakumović (1903)
    3. Sava Grujić (1903–1904), miniszterelnök

## Afrika
- Dervis Állam (el nem ismert állam)
  - Uralkodó – Mohammed Abdullah Hassan (1896–1920)
- Etiópia (monarchia)
  - Uralkodó – II. Menelik császár (1889–1913)
- Kanoi Emírség (monarchia)
- 1903. február 15-én összeomlott.
  - Uralkodó – Aliju Babba (1894–1903)
- Kongói Szabadállam
  - Uralkodó – II. Lipót király (1885–1909)
- Libéria (köztársaság)
  - Államfő – Garretson W. Gibson (1900–1904), lista
- Marokkó (monarchia)
  - Uralkodó – Abd al-Azíz szultán (1894–1908)
- Mohéli (Mwali) (monarchia)[3]
  - Uralkodó – Szalima Masamba szultána-királynő (1888–1909)
- Sokoto Kalifátus (monarchia)
- 1903. július 29-től az Észak-Nigériai Protektorátus része
  - Uralkodó – I. Muhammadu Attahiru (1902–1903)
  - Kormányfő – Muhammadu Sambo bin Ahmad (1886–1903)
- Szváziföld (monarchia)
- 1903-tól a Brit Birodalom protektorátusa
  - Uralkodó – Labotsibeni Mdluli királynő (1899–1921)
- Vadai Birodalom (monarchia)
  - Uralkodó – Muhammad Daúd Murra kolak (1901–1909)

## Dél-Amerika
- Acre (el nem ismert állam)
- 1903. január 27. és november 11. között állt fenn
  - Államfő – José Plácido de Castro (1903)
- Argentína (köztársaság)
  - Államfő – Julio Argentino Roca (1898–1904), lista
- Bolívia (köztársaság)
  - Államfő – José Manuel Pando (1899–1904), lista
- Brazília (köztársaság)
  - Államfő – Rodrigues Alves (1902–1906), lista
- Chile (köztársaság)
  - Államfő – Germán Riesco (1901–1906), lista
- Ecuador (köztársaság)
  - Államfő – Leónidas Plaza (1901–1905), lista
- Kolumbia (köztársaság)
  - Államfő – José Manuel Marroquín (1900–1904), lista
- Paraguay (köztársaság)
  - Államfő – Juan Antonio Escurra (1902–1904), lista
- Peru (köztársaság)
  - Államfő – 
    1. Eduardo López de Romaña (1899–1903)
    2. Manuel Candamo (1903–1904), lista
- Uruguay (köztársaság)
  - Államfő – 
    1. Juan Lindolfo Cuestas (1899–1903)
    2. José Batlle y Ordóñez (1903–1907), lista
- Venezuela (köztársaság)
  - Államfő – Cipriano Castro (1899–1908), lista

## Észak- és Közép-Amerika
- Amerikai Egyesült Államok (köztársaság)
  - Államfő – Theodore Roosevelt (1901–1909), lista
- Costa Rica (köztársaság)
  - Államfő – Ascensión Esquivel Ibarra (1902–1906), lista
- Dominikai Köztársaság (köztársaság)
  - Államfő – 
    1. Horacio Vásquez (1902–1903)
    2. Alejandro Woss y Gil (1903)
    3. Carlos Morales Languasco (1903–1905), lista
- Salvador (köztársaság)
  - Államfő – 
    1. Tomás Regalado (1898–1903)
    2. Pedro José Escalón (1903–1907), lista
- Guatemala (köztársaság)
  - Államfő – Manuel Estrada Cabrera (1898–1920), lista
- Haiti (köztársaság)
  - Államfő – Pierre Nord Alexis (1902–1908), lista
- Honduras (köztársaság)
  - Államfő – 
    1. Terencio Sierra (1899–1903)
    2. Juan Ángel Arias Boquín (1903)
    3. Manuel Bonilla (1903–1907), lista
- Kanada (parlamentáris monarchia)
  - Uralkodó – VII. Eduárd király (1901–1910)
  - Főkormányzó – Gilbert Elliot-Murray-Kynynmound (1898–1904), lista
  - Kormányfő – Wilfrid Laurier (1896–1911), lista
- Kuba (köztársaság)
  - Államfő – Tomás Estrada Palma (1902–1906), lista
- Mexikó (köztársaság)
  - Államfő – Porfirio Díaz (1884–1911), lista
- Nicaragua (köztársaság)
  - Államfő – José Santos Zelaya (1893–1909), lista
- Panama (köztársaság)
- 1903. november 3-án kiáltotta ki függetlenségét Kolumbiától.
  - Államfő – 
    1. Demetrio H. Brid (1903)
    2. José Agustín Arango, Tomás Arias és Federico Boyd (1903–1904), Junta Kormányzat, lista

## Ázsia
- Aceh Szultánság (monarchia)
- Hollandia 1903-ban befejezte Aceh meghódítását.
  - Uralkodó – Alauddin Muhammad Da'ud Syah II (1875–1903)
- Afganisztán (monarchia)
  - Uralkodó – Habibullah Kán emír (1901–1919)
- Bhután (monarchia)
  - Uralkodó – Csoli Jese Ngodub druk deszi (1903-1905)
- Buhara
  - Uralkodó – ’Abd al-Ahad kán (1885–1911)
- Dálai Emírség (monarchia)
- 1903-tól az Ádeni Protektorátus része
  - Uralkodó – Szaif ibn Szajf al-Amiri (1886–1911)
- Dzsebel Sammar (monarchia)
  - Uralkodó – Abdul-Aziz bin Mithab (1897–1906), Dzsebel Sammar emírje
- Hiva
  - Uralkodó – II. Muhammad Rahím Bahadúr kán (1864–1910)
- Japán (császárság)
  - Uralkodó – Mucuhito császár (1867–1912)
  - Kormányfő – Kacura Taró (1901–1906), lista
- Kína
  - Uralkodó – Kuang-hszü császár (1875–1908)
  - Kormányfő – Ji Kuang (1903–1911), lista
- Koreai Császárság (monarchia)
  - Uralkodó – Kodzsong császár (1897–1907)
  - Kormányfő – Jun Jong-szeon (1901–1903), lista
- Maszkat és Omán (abszolút monarchia)
  - Uralkodó – Fejszál szultán (1888–1913)
- Nedzsd és Hasza Emírség (monarchia)
  - Uralkodó – Abdul-Aziz emír (1902–1953)[4]
- Nepál (alkotmányos monarchia)
  - Uralkodó – Prithvi király (1881–1911)
  - Kormányfő – Csandra Samser Dzsang Bahadur Rana (1901–1929), lista
- Oszmán Birodalom (monarchia)
  - Uralkodó – II. Abdul-Hamid szultán (1876–1909)
  - Kormányfő – 
    1. Mehmed Szaid Pasa (1901–1903)
    2. Mehmed Ferid Pasa, nagyvezír (1903–1908), lista
- Perzsia (monarchia)
  - Uralkodó – Mozaffar ad-Din sah (1896–1907)
- Sziám (parlamentáris monarchia)
  - Uralkodó – Csulalongkorn király (1868–1910)
- Tagalog Köztársaság (köztársaság)
  - Államfő – Macario Sakay (1902–1906), elnök

## Óceánia
- Ausztrália (parlamentáris monarchia)
  - Uralkodó – VII. Eduárd Ausztrália királya (1901–1910)
  - Főkormányzó – Hallam Tennyson (1902–1904), lista
  - Kormányfő – 
    1. Edmund Barton (1901–1903)
    2. Alfred Deakin (1903–1904), lista
- Tonga (monarchia)[5]
  - Uralkodó – II. Tupou György király (1893–1918)
  - Kormányfő – Siosateki Tonga Veikune (1893–1905), lista